# Фрідріх фон Езебек
Барон Фрідріх Вільгельм Карл Юліус фон Езебек (нім. Friedrich Wilhelm Carl Julius Freiherr von Esebeck; 23 серпня 1870, Веймар — 25 травня 1951, Берлін) — німецький воєначальник, генерал піхоти рейхсверу. Кавалер ордена Pour le Mérite.

## Біографія
Представник знатного нижньосаксонського роду спадкових військовиків. Син гауптмана Прусської армії барона Фрідріха фон Езебека (1835–1870) і його дружини Анни, уродженої фон Паппенгайм (1846–?).
1 квітня 1890 року вступив в 1-й гвардійський піхотний полк в Потсдамі. З січня 1900 року відвідував Прусську військову академію. Після її завершення в липні 1903 року повернувся у свій полк. З березня 1904 року недовго служив у Великому Генштабі, а в квітні був переведений в штаб 7-го корпусу. З січня 1909 року — командир роти 1-го гвардійського піхотного полк. З жовтня 1912 року служив у Великому Генштабі. З квітня 1913 року — 1-й офіцер Генштабу (начальник оперативного відділу) 16-го корпусу в Меці.
Учасник боїв на Західному фронті. З 1 квітня 1915 року — начальник штабу свого корпусу. З 18 грудня 1916 року — 1-й офіцер Генштабу групи армій кронпринца. З 10 квітня 1917 року — начальник штабу армійської групи «А», з 18 червня 1918 року —  9-ї армії. З вересня 1918 року — комендант фортеці Мец.
Після закінчення війни був начальником штабу 7-го корпусу. З жовтня 1919 року — начальник штабу 6-го військового округу. З травня 1920 року — військовий комендант Глаца. З червня 1922 року — командир 8-го піхотного полку в Франкфурті-на-Одері. З лютого 1925 року — командир 3-ї піхотної групи. З 1 листопада 1926 року — командир 1-ї дивізії і командувач 1-м військовим округом. 30 вересня 1929 року вийшов у відставку. 20 квітня 1937 року отримав право на носіння форми 8-го піхотного полку.

## Звання
- Фанен-юнкер (1 квітня 1890)
- Фенріх (18 листопада 1890)
- Другий лейтенант (2 серпня 1891)
- Оберлейтенант (9 лютого 1900)
- Гауптман
- Майор (1 жовтня 1912)
- Оберстлейтенант (27 січня 1918)
- Оберст (1 жовтня 1920)
- Генерал-майор (1 січня 1924)
- Генерал-лейтенант (1 лютого 1927)
- Генерал піхоти запасу (30 вересня 1939)

## Нагороди
- Столітня медаль
- Орден Червоного орла 4-го класу
- Орден Корони (Пруссія) 4-го класу
- Орден Святого Йоанна (Бранденбург), почесний лицар
- Князівський орден дому Гогенцоллернів, почесний хрест
- Орден дому Саксен-Ернестіне, лицарський хрест 2-го класу
- Орден дому Ліппе, почесний хрест 3-го класу
- Залізний хрест 2-го і 1-го класу
- Орден «За військові заслуги» (Баварія) 3-го класу з мечами
- Орден Вюртемберзької корони, почесний хрест з мечами
- Ганзейський хрест (Гамбург і Любек)
- Хрест «За військові заслуги» (Брауншвейг) 2-го класу
- Орден Білого Сокола, командорський хрест з мечами
- Хрест «За військові заслуги» (Ліппе)
- Галліполійська зірка (Османська імперія)
- Королівський орден дому Гогенцоллернів, лицарський хрест з мечами
- Pour le Mérite (3 квітня 1918)
- Хрест «За вислугу років» (Пруссія)
- Почесний хрест ветерана війни з мечами